# Barry K. Barnes
Pour les articles homonymes, voir Barnes.
Barry K. Barnes né le 27 décembre 1906 à Londres et mort le 12 janvier 1965, est un acteur britannique.

## Biographie
Il est apparu dans 16 films entre 1936 et 1947. Il a notamment joué dans la suite du film Le Mouron rouge: Le Chevalier de Londres, sorti en 1937.
En 1946, il incarne un jeune détective privé sous couverture dans le film policier La Perle noire (Bedelia) de Lance Comfort. Il y traque la dangereuse Bedelia (Margaret Lockwood) et devra son salut au mari de Bedelia (Ian Hunter) qui a finalement découvert le piège.

## Filmographie
- 1936: Dodging the Dole
- 1937: Le Chevalier de Londres
- 1938: The Ware Case
- 1938: You're the Doctor
- 1938: This Man Is News
- 1938: Prison Without Bars
- 1938: Who Goes Next?
- 1938: Thank You, Mr. Pepys
- 1939: This Man in Paris
- 1940: Two for Danger
- 1940: Girl in the News
- 1940: Law and Disorder
- 1940: Spies of the Air
- 1940: The Midas Touch
- 1946 : La Perle noire (Bedelia) de Lance Comfort
- 1947: Dancing with Crime